# Yolanda Vazquez
Yolanda Vazquez (...) è un'attrice britannica.
Vazquez lavora sia nel cinema, sia nella televisione, sia nel teatro, maggiormente conosciuta per la sua interpretazione nel film Che aria tira lassù? (The Air Up There). Più recentemente, ebbe un cameo nel thriller fantascientifico I figli degli uomini Children of Men. Vazquez ha preso parte a due produzioni teatrali su William Shakespeare, Sogno di una notte di mezza estate (per la Royal Shakespeare Company) e Molto rumore per nulla. Partecipò anche ad un episodio del 2001 di L'ispettore Barnaby.
Dal 1989, è sposata con l'attore Jonathan Phillips.

## Filmografia parziale
- Che aria tira lassù?, (The Air Up There), diretto da Paul Michael Glaser nel 1993
- Notting Hill, diretto da Roger Michell nel 1999
- Rapimento e riscatto (Proof of Life), diretto da Taylor Hackford nel 2000
- L'ispettore Barnaby (Midsomer Murders), un episodio nel 2001
- I figli degli uomini (Children of Men), diretto da Alfonso Cuarón nel 2006